# Prahl Crags
Prahl Crags är en kulle i Antarktis. Den ligger i Västantarktis. Inget land gör anspråk på området. Toppen på Prahl Crags är 3 025 meter över havet, eller 8 meter över den omgivande terrängen. Bredden vid basen är 0,98 km.
Terrängen runt Prahl Crags är kuperad söderut, men norrut är den bergig. Prahl Crags ligger uppe på en höjd som går i öst-västlig riktning. Trakten är obefolkad. Det finns inga samhällen i närheten.